# Thérèse Lessore
Elaine Thérèse Lessore (* 5. Juli 1884 in Steyning; † 10. Dezember 1945) war eine britische Malerin.

## Leben
Lessore wurde im Sommer 1884 in Steyning in West Sussex in eine Künstlerfamilie geboren. Ihr Vater Jules Lessore (1849–1892) war ein Maler, der hauptsächlich in der marinen Malerei aktiv war, sich ab und zu aber auch als Porzellanmaler betätigte. Ihre Mutter Ada Louise Lessore war Bildhauerin. Ihr Großvater wiederum war der aus Frankreich nach England ausgewanderte Porzellanmaler Émile Lessore (1805–1876), und auch ihre Tante Thérèse war als Porzellanmalerin aktiv. Ermuntert von der gesamten Familie, wurden auch Lessore und ihre beiden Geschwister Künstler: Ihre Schwester Lousie (1882–1956) wurde Keramikerin und ihr Bruder Frederick (1879–1951) wirkte als Bildhauer und Galerist. Zunächst von ihrem Vater und ihrer Tante geschult, besuchte Thérèse erst die South Western Polytechnic Art School und dann von 1904 bis 1909 die Slade School of Fine Art. Dort wurde sie im letzten Jahr mit dem Melville-Nettleship Prize für die beste Figurenkomposition ausgezeichnet. Neben der Malerei verfolgte sie in dieser Zeit auch die Kunststickerei, die sie aber im Laufe der Jahre zurückstellte. Ab 1912 stellte sie ihre Gemälde zunächst bei der Allied Artists Association aus. 1913 heiratete sie den Maler Bernard Adeney, mit dem sie im gleichen Jahr zu den Mitbegründern der London Group zählte, einem Kreis post-impressionistischer Londoner Künstler. Ab 1914 stellte sie regelmäßig bei der London Group aus; über ihre gesamte Schaffenszeit hinweg zeigte sie dort insgesamt 107 Gemälde. Künstlerisch war Lessore besonders in der Genremalerei aktiv; mit Vorliebe fing sie Szenerien des menschlichen Lebens ein, insbesondere Bewegungen und Flüchtiges. Zirkusszenen nehmen einen herausragenden Platz in ihrem Gesamtwerk ein. Hauptsächlich arbeitete sie mit Öl- und Wasserfarben. Auch fertigte sie Radierungen und Zeichnungen an.
1918 hatte Lessore in der Londoner Eldon Gallery ihre erste Einzelausstellung. Ab 1924 war sie für viele Jahre eng mit den Leicester Galleries in London verbunden. Parallel kam sie in immer engeren Kontakt mit dem post-impressionistischen Maler Walter Sickert, der eine Führungsfigur des gleichen Künstlerkreises gewesen war, in dem auch Lessore und ihr erster Ehemann Bernard Adeney aktiv waren. Sickert hatte später lobreiche Kritiken von Lessores Werken verfasst; und im Laufe der Zeit war so eine enge Freundschaft entstanden. Nachdem ihre erste Ehe mit Adeney in der Scheidung geendet war, heiratete sie 1926 Sickert, dessen künstlerischer Stil sie bald stark beeinflusste. In den nächsten Jahre assistierte sie Sickert bei dessen Werken und fertigte parallel eigene Gemälde an, die sie nach wie vor ausstellte. In den späten 1920er Jahren betätigte sie sich gemeinsam mit Sickert auch für einige Zeit als Porzellanmalerin, wofür das Ehepaar das Studio von Alfred Hoare Powell nutzte, dessen Ehefrau Louise die Schwester von Thérèse war. Einige ihrer Werke aus dieser Zeit sind heute in der Sammlung des British Museum. Ab den späten 1930er Jahren war sie hauptsächlich mit der Pflege ihres Ehemannes beschäftigt, wobei sie Hilfe von der Malerin und Sickert-Schülerin Sylvia Gosse erhielt. Ihr eigenes künstlerisches Werk stellte sie in dieser Zeit zurück, wenngleich sie nach wie vor – in geringerem Maße – weiterhin an den Ausstellungen der London School teilnahm. Nach dem Tod ihres Ehemannes 1942 trat Lessore noch einmal künstlerisch aus seinem Schatten hervor, ehe sie im Dezember 1945 verstarb. Ein Jahr später fand eine Retrospektive in Gedenken an Lessore in den Leicester Galleries statt.